# Холокост в Могилёвском районе
Холокост в Могилёвском районе — систематическое преследование и уничтожение евреев на территории Могилёвского района Могилёвской области оккупационными властями нацистской Германии и коллаборационистами в 1941—1944 годах во время Второй мировой войны, в рамках политики «Окончательного решения еврейского вопроса» — составная часть Холокоста в Белоруссии и Катастрофы европейского еврейства.

## Геноцид евреев в районе

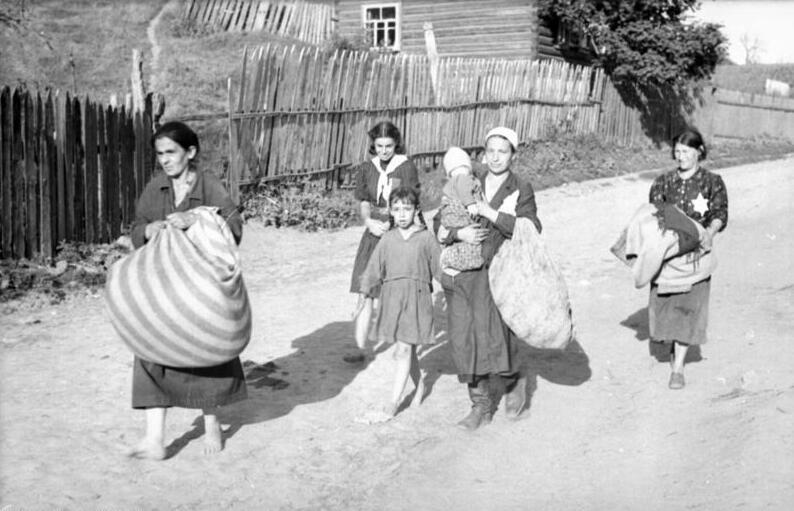
Выселение могилёвских евреев в гетто в июле 1941 года

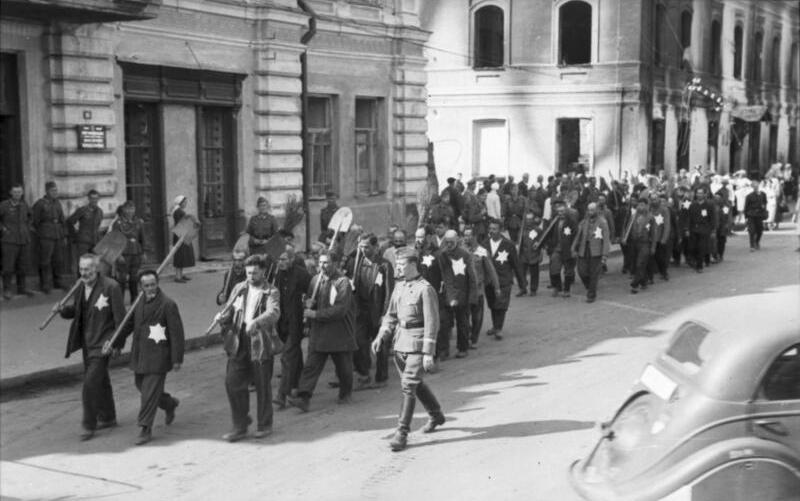
Евреи Могилёвского гетто на принудительных работах

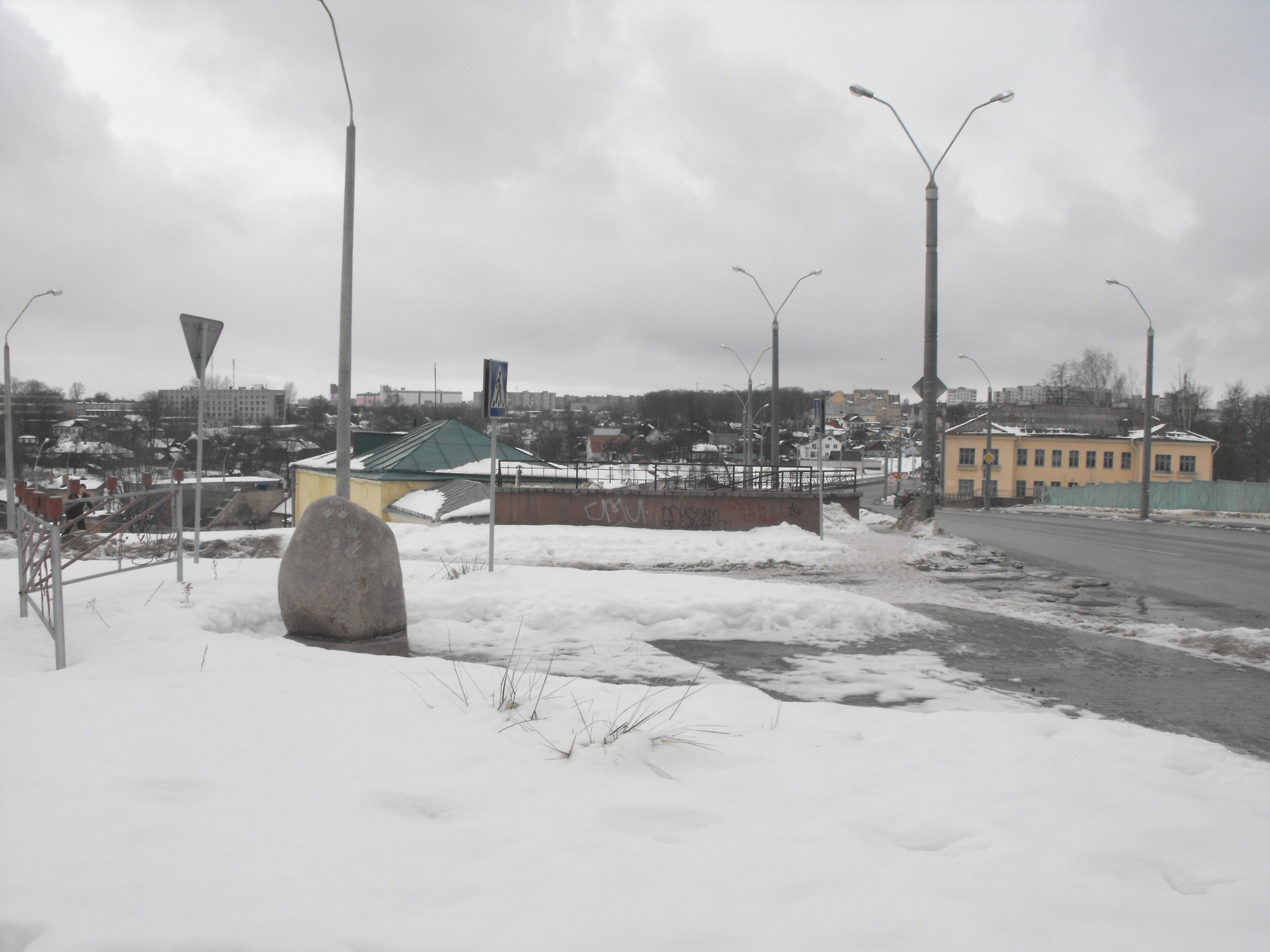
Мемориальный камень «В память о евреях Могилева — жертвах нацизма» на улице Лазаренко в Могилёве

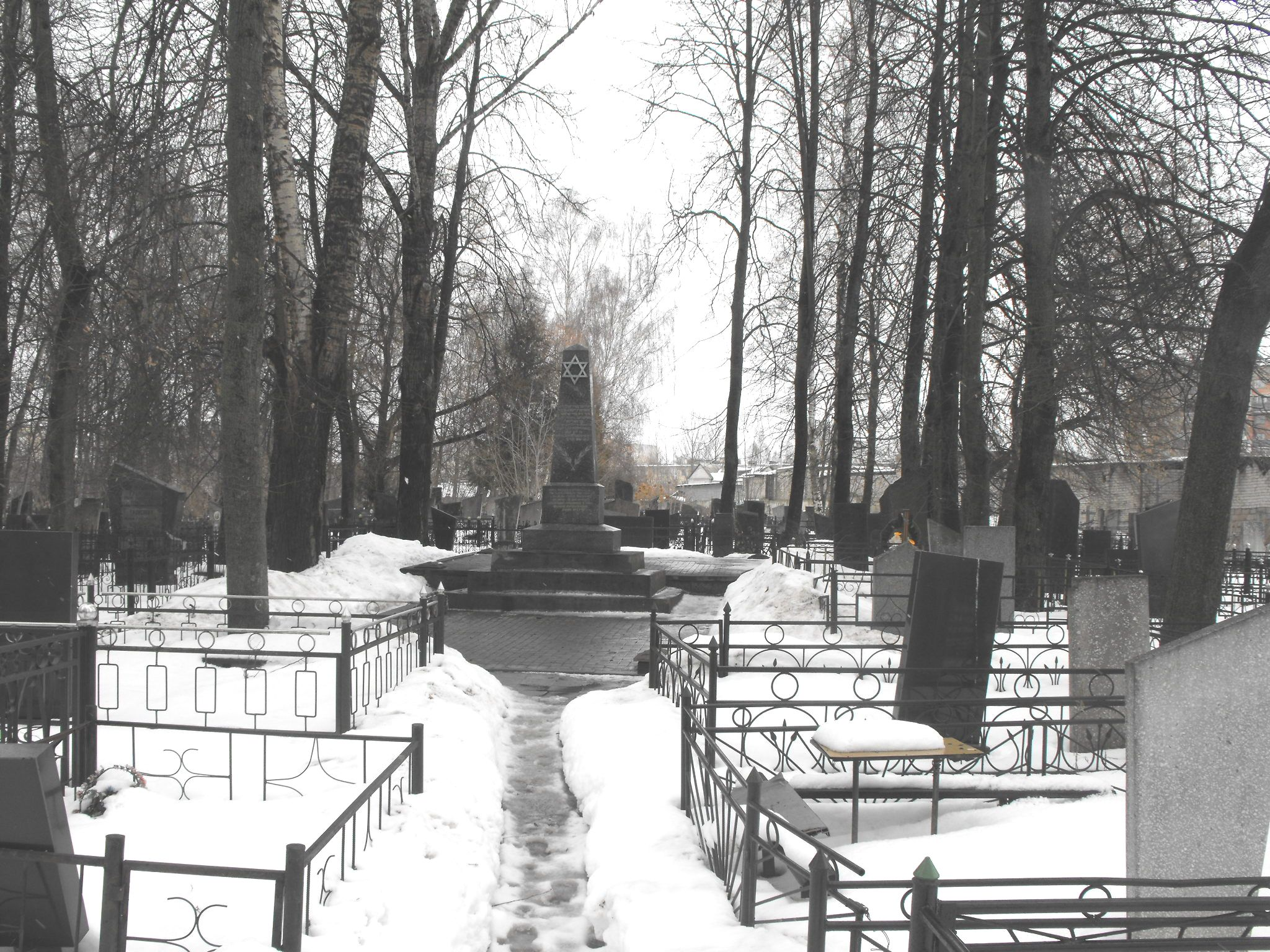
Памятник убитым узникам на Машековском еврейском кладбище

Могилёвский район был полностью оккупирован немецкими войсками с 20 июля 1941 года, и оккупация продлилась более трёх лет — до 28 июля 1944 года. Нацисты включили Могилёвский район в состав территории, административно отнесённой к зоне армейского тыла группы армий «Центр». Комендатуры — полевые (фельдкомендатуры) и местные (ортскомендатуры) — обладали всей полнотой власти в районе.
Для осуществления политики геноцида и проведения карательных операций сразу вслед за войсками в район прибыли карательные подразделения войск СС, айнзатцгруппы, зондеркоманды, тайная полевая полиция (ГФП), полиция безопасности и СД, жандармерия и гестапо.
Во всех крупных деревнях района были созданы районные (волостные) управы и полицейские гарнизоны из коллаборационистов.
Одновременно с оккупацией нацисты и их приспешники начали поголовное уничтожение евреев. «Акции» (таким эвфемизмом гитлеровцы называли организованные ими массовые убийства) повторялись множество раз во многих местах. В тех населенных пунктах, где евреев убили не сразу, их содержали в условиях гетто вплоть до полного уничтожения, используя на тяжелых и грязных принудительных работах, от чего многие узники умерли от непосильных нагрузок в условиях постоянного голода и отсутствия медицинской помощи.
За время оккупации практически все евреи Могилёвского района были убиты, а немногие спасшиеся в большинстве воевали впоследствии в партизанских отрядах.
Евреев в районе убивали в Могилёве, деревнях Барсуки (около 100 человек), Гуслянка, Дашковка (42 человека), Завережье (111 человек), Затишье, Кадино (500 человек в марте 1942 года), Казимировка, Княжицы, Михалёво, Новое Пашково, Полыковичи (места расстрелов находятся на западной окраине деревни), Хатки, Селец (108 человек), Старое Пашково (места расстрелов находятся в полукилометре к юго-западу от деревни), Сухари (84 человека), в посёлке Днепр и других местах.

## Гетто
Оккупационные власти под страхом смерти запретили евреям снимать желтые латы или шестиконечные звезды (опознавательные знаки на верхней одежде), выходить из гетто без специального разрешения, менять место проживания и квартиру внутри гетто, ходить по тротуарам, пользоваться общественным транспортом, находиться на территории парков и общественных мест, посещать школы.
Реализуя нацистскую программу уничтожения евреев, немцы создали на территории района 3 гетто.
- В гетто города Могилёв (13 августа 1941—1943) были замучены и убиты около 12 000 евреев.

### Гетто в Дашковке
Деревня Дашковка была оккупирована с июля 1941 года до 28 июня 1944 года. До войны евреи жили на центральной улице — примерно шестьдесят домов.
29 сентября 1941 года немецкий карательный отряд окружил деревню и согнал на площадь перед церковью всех жителей. По списку отобрали 11 человек — членов партии и даже стариков, у кого зять был членом партии. Евреев отвели в сторону, остальных жителей отпустили домой. Два еврея попытались спрятаться на кладбище, но немцы их нашли и убили. Евреев и коммунистов отвели в лес в километре к юго-востоку от деревни в урочище «Роща». Всех расстреляли и закопали в двух ямах, между которыми было метров 20. В этот день были убиты все находящиеся в Дашковке евреи — 42 человека, кроме 16- летней Ханы Иоффе, которая смогла убежать и переплыть Днепр. Затем до конца войны она жила в деревне Слободка и её никто не выдал.
Опубликованы списки убитых в Дашковке евреев. В 1968 году им были установлены два памятника на обоих местах расстрела.

### Гетто в Княжицах
Перед войной евреи составляли значительную часть населения деревни Княжицы. Деревня была оккупирована с июля 1941 года до 28 июня 1944 года, и во время оккупации там размещалась военная комендатура.
25 сентября 1941 года в деревню прибыло подразделение карателей из полицейского полка «Центр». Всем жителям приказали выйти к костелу, где евреев (51 человек, в том числе 11 детей и 27 женщин) отделили, а остальных отпустили. 32 еврея на грузовиках вывезли за деревню и расстреляли. Место их убийства и захоронения до сих пор неизвестно. Остальных евреев отправили в гетто в Могилёве.
Опубликованы неполные списки убитых в Княжицах евреев.

## Организаторы и исполнители массовых убийств
По заключению Могилёвской районной комиссии содействия ЧГК, прямыми виновниками массовых убийств мирного населения в районе были названы:
- местные коменданты майоры Кранц и Лунц;
- гауптман Илле;
- начальники земельно-хозяйственного управления зондерфюреры Ротман и Арнольц;
- начальник районной полиции штабс-фельдфебель жандармерии Весели;
- шефы полиции лейтенанты Арнольд и Форверк;
- руководитель Центрального торгового товарищества Шаф;
- начальник района Базыленко К. П.

## Случаи спасения и «Праведники народов мира»
В Могилёвском районе 13 человек были удостоены почетного звания «Праведник народов мира» от израильского мемориального института «Яд Вашем» «в знак глубочайшей признательности за помощь, оказанную еврейскому народу в годы Второй мировой войны»:
- Шереметьевы Сергей, Зинаида и Владимир — за спасение Пивоварова Зелика в Могилёве[40];
- Руцкая Степанида — за спасение Мороз Михаила в деревне Бруски[41];
- Кошняков Степан — за спасение Фурман (Веротинской) Маргариты в Могилёве[42];
- Курбанова (Павлинкович) Надежда — за спасение Цирюльниковой Любы в Могилёве[43];
- Глушакова Ольга — за спасение Рысиной Анны в деревне Буйничи[44];
- Титовы Ксения, Евгения и Мария — за спасение Мысова Александра в Могилёве[45];
- Лавровы Адам и Варвара — за спасение Леиной (Полнер) Анны, Конфедрат Раи, Вовы и Славы в деревне Тишовка[46];
- Пренз (Каранчук) Людмила — за спасение Леиной (Полнер) Анны в Могилёве[47].

## Память
Опубликованы неполные списки жертв геноцида евреев в Могилёвском районе.
Памятники убитым евреям района установлены в Могилёве (на улице Лазаренко и на Машековском еврейском кладбище), два памятника — в Дашковке (в 1968 году) и ещё один — в Старом Пашкове (в 1965 году).